# アンダーワールド (2003年の映画)
『アンダーワールド』（Underworld）は、2003年制作のアメリカ映画。吸血鬼一族と狼男一族の間に続く、何百年にもわたる戦いを描くアクション映画。
シリーズ化され、2016年までに5作品が公開された。

## 概要
この映画は元々、一作で構想されていたが、次々に新しいアイデアが出された事で尺が足りなくなり、前半にあたるエピソードを膨らませて1つの作品として仕上げた。
この作品がヒットしたことにより、すぐに続編の『アンダーワールド: エボリューション』の制作がスタートしたが、若干の設定修正のみでスムーズに進んだという。また古き時代のゴシックの世界観を出すため、画面全体の色調をブルーに統一し、主要キャストをあえてイギリス人俳優のみでキャスティングしている。
本作における狼男と吸血鬼は、単なる神秘主義の怪物話ではなく、ある特別な1つの血統から生み出されたウイルスによって誕生した設定となっている。このアイデアは、原作者であり狼男レイズ役を務めたケヴィン・グレヴィオーが以前遺伝子工学を学んでいた頃に得た科学的なアプローチをヒントにして生まれた。
登場する狼男はCGではなく着ぐるみであり、特撮とワイヤーアクションを使ったのは、よりリアルなクリーチャーを見せたいという思いがあったからだ、と監督自身が告白している。参考にしたのは『エイリアン』シリーズ、『パンプキンヘッド』『プレデター』等。また狼男の造型は、映像化したときの効果（暗闇での撮影が多くなるため、全体のフォルムが判り辛くなる）を考えて、全身に体毛がビッシリしたものではなく、あえて筋組織を露出したものを採用している。
セリーン役のケイト・ベッキンセイルとルシアン役のマイケル・シーンは、この映画で共演している際は交際していたが、数ヵ月後に関係を解消。後にケイト・ベッキンセイルは、この作品が縁になり監督のレン・ワイズマンと結婚した。なおマイケル・シーンとの間には娘が1人いる。

## ストーリー
5世紀初頭のハンガリー地方で、アレクサンデル・コルヴィナスという将があるウイルスに感染して不老不死を獲得した。不老不死はアレクサンデルの3人の息子の内の2名に遺伝し、1人は狼に噛まれて狼男とライカンの始祖となり、もう1人は蝙蝠(こうもり)に噛まれて吸血鬼（ヴァンパイア）の始祖となった。
しばらく後、狼男の一名がライカンへと進化する。ヴァンパイア族はライカンを昼間の護衛役の奴隷として使役を始める。ライカンのルシアンとヴァンパイアのソーニャは恋仲となり、ソーニャはルシアンの子を身籠る。種族の交配を禁じるヴァンパイア族の掟により、ソーニャの父親ビクターは娘を日光に晒して焼き殺す。ルシアンは逃亡し、以後は二種族は抗争状態となり数世紀を闘った。その後15世紀初頭にルシアンは討ち取られ、ライカン族は敗走した。現在はそれから更に600年近くが経過し、ヴァンパイア族は完全勝利を確信して、僅かなライカンの残党刈りを進めているのみであった。
ヴァンパイア族のセリーンは、かつて家族をライカンに惨殺され、ビクターに救い出されて、ヴァンパイアとなった。ビクターへの敬愛とライカンへの復讐心より、優秀なライカン処刑人（デス・ディーラー）と成り、長く働き続けてきた。ある日セリーンは不審な行動をしているライカン2名を見つけ、追跡を開始する。尾行に気付いたライカンは地下鉄駅の構内で銃を使い始め、激しい銃撃戦となる。ライカンはヴァンパイアに致命傷を与える新装備「紫外線弾」を使い、セリーンの仲間1名が亡くなる。セリーンも攻防の末にライカン1名を仕留めたが、その過程で地下構内に大勢のライカンの唸り声を聞き取る。セリーンは同族の館へ戻り、紫外線弾と多数のライカンの生存を報告し、すぐに追加調査を実施すべきだと進言するが、リーダー代行のクレイヴンは一笑に付す。ヴァンパイアの一族は古来より3名の長老が交代制で目覚めて一定期間統治する決まりで、館はその交代儀式「復活祭」準備に追われていた。クレイヴンはセリーンに儀式に注力するように求める。
セリーンはライカンがマイケル・コーヴィンという医学生の青年を追っていたことを突き止め、アパートでマイケルと対峙する。そこにライカンのリーダー達も現れ、マイケルの確保を巡って激しく争う。その最中、ライカンのリーダーはマイケルの肩を噛み、マイケルの血液サンプルを回収する。セリーンは辛うじてライカンを退けてマイケルを確保して逃亡するが、ライカンのリーダーに重傷を負わされ気絶してしまう。マイケルはセリーンを助け出して、傷を手当てし、二人で一晩を過ごす。セリーンはマイケルの噛み傷に気付けないまま、一族の館に連れ帰るが、エリカが噛み傷を見つけてパニックを起こす。マイケルは館を逃げ出してしまう。
クレイヴンはライカンのリーダーと密会する。ライカンのリーダーは死んだはずのルシアンだった。ルシアンはクレイヴンに、自身を討ち取ったという偽の栄誉を与え、取引して生き永らえていたのだった。二者は更にクレイヴンをヴァンパイアの長老に昇格させるべく現在も共謀していた。
セリーンはルシアンの死は嘘だと突き止め、後ろ盾を求めて敬愛するビクターを単独で復活させようとする。一方マイケルは幻覚と頭痛とに苛まれる。助けを求めた同僚医学生に裏切られてしまい、再度セリーンを頼り館を訪ねる。セリーンはマイケルを一族の尋問用施設へ案内し、置かれている状況を説明して隔離して匿う。
目覚めたビクターはセリーンを詰問する。ビクターはセリーンの報告を鵜呑みにせず、それよりもライカンと交流した罪、本来の順番でないビクターを目覚めさせた罪の2点でセリーンを責め、裁判にかけると伝える。
ルシアンはクレイヴンとの密約により、復活祭に向かうヴァンパイアの長老アメリアと元老院の一団を暗殺し、アメリアの血液を採取する。
セリーンはエリカの手引きで屋敷を脱出し、尋問用施設に戻ったが、マイケルはライカンに奪われてしまう。だがライカン族の研究者ジンゲを捕らえることには成功し、館に連れ帰る。
ジンゲはビクターとセリーンの尋問に答え、
- 目的は二種族を上回る能力を持つヴァンパイアとライカンとの交配を実現すること
- 交配には二種族の始祖であるアレクサンデル・コルヴィナスの遺伝形質が必須で、マイケルこそはアレクサンデルの末裔であり、形質の継承者であること。
- ルシアンはマイケルの血液と長老アメリアの血液を接種して、自ら最強の混血種となろうとしていること

などと明かす。アメリア死亡の報告が入り、ビクターはジンゲを瞬殺して、クレイヴン、ルシアン、マイケル3者の討伐隊を組織してライカンのアジトへと向かう。
ビクターを恐れたクレイヴンはルシアンに硝酸銀弾を撃ち込み殺そうとする。セリーンは討伐隊に先んじてマイケルを見つけ出して開放、共に逃げようとするが、クレイヴンはマイケルにも硝酸銀弾を撃ち込む。クレイヴンはセリーンに自分の側に立ち、一族に戻るよう懇請するが、セリーンは拒否する。クレイヴンはセリーンの家族を殺したのは人間の生き血を求めたビクターであること、ビクターがセリーンだけ救ったのはセリーンがソーニャにそっくりであったからであるとビクターの背信を明かし、セリーンを揺さぶり、マイケルにとどめを刺そうとする。瀕死のルシアンがクレイヴンの脚に重傷を負わせる。ルシアンはセリーンにマイケルを噛んで混血種にするよう示唆する。セリーンはルシアンの言に従う。ルシアンは更にクレイヴンの注意を逸らしてクレイヴンに殺されるが「望みは叶った」と言い残す。
ビクターが現れ、マイケルを殺そうとするが、セリーンは家族の殺害についてビクターに問い質す。ビクターは肯定するが、種の純血性を保つため、マイケルは殺さねばならないと述べ背を向ける。混血種となったマイケルはビクターと互角な戦いを繰り広げるが、増援からの攻撃も受けて劣勢となる。セリーンは増援を始末して、一種の隙を突いてビクターを斬殺する。
セリーンとマイケルはヴァンパイアとライカン、両種族から追われる立場となってしまった。一方館では最後のヴァンパイアの長老マーカスがジンゲの血を吸って目覚めようとしていた。

## 登場人物
※括弧内は日本語吹替
- セリーン（英語版） - ケイト・ベッキンセイル（田中敦子）： ヴァンパイア。孤独を好む処刑人。
- マイケル・コーヴィン - スコット・スピードマン（三木眞一郎）： コルヴィナスの末裔の人間。ヴァンパイアとライカンに噛まれ混血種となる。
- クレイヴン - シェーン・ブローリー（小山力也）： ビクターが眠っている間のヴァンパイアのリーダー代行。ビクターの暗殺を狙う官僚。
- ルシアン - マイケル・シーン（大塚芳忠）： ライカンのリーダー。クレイヴンと結託し、ビクターの命を狙う。
- ビクター - ビル・ナイ（小川真司）： 最強のヴァンパイア。3長老の1人。二百年後に目覚める予定。
- エリカ - ソフィア・マイルズ（園崎未恵）： クレイヴンに付き従う女ヴァンパイア。気の強い性格だが、クレイヴンに対する忠誠心は本物。
- カーン - ロビー・ギー（佐々木誠二）： ヴァンパイア。武器開発担当。
- レイズ - ケヴィン・グレヴィオー（大友龍三郎）： ルシアンの右腕。
- ジンゲ - アーウィン・レダー（荒川太朗）： ライカンの医師。
- アメリア卿 - ジータ・ゴロッグ ： ヴァンパイア3長老の1人で今世紀を治めていた。
- アダム - ウェントワース・ミラー（平川大輔）： マイケルの同僚。

## アンダーワールドシリーズ
1. アンダーワールド（2003年） - 本作。
2. アンダーワールド: エボリューション（2006年） - レン・ワイズマン監督。前作の直接の続編。
3. アンダーワールド ビギンズ（2009年） - パトリック・タトポロス監督。前2作の前日譚。
4. アンダーワールド 覚醒（2012年） - モンス・モーリンド、ビョルン・スタイン監督。
5. アンダーワールド ブラッド・ウォーズ（2016年） - アンナ・フォースター監督。